# Сьюэлл, Сэмюэль
Сэмюэль Сьюэлл (англ. Samuel Sewall; 1652—1730) — американский юрист и судья, известный участием в Процессе над салемскими ведьмами.

## Биография
Родился 28 марта 1652 года в английском местечке Бишопсток графства Гэмпшир в семье Генри и Джейн Сьюэлл. Его отец, сын мэра Ковентри, приехал в английскую Колонию Массачусетского залива в Северной Америке в 1635 году, где женился на Джейн Даммер и вернулся в Англию в 1640-х годах. После восстановления Карла II на английском престоле, Генри Сьюэлл снова пересек Атлантику в 1661 году, обосновавшись в Ньюбери, штат Массачусетс. Именно здесь, рядом с островом Плам, рос молодой Сэмюэль «Сэм» Сьюэлл.
Он посещал школу в доме преподобного Джеймса Нойеса, чей двоюродный брат — преподобный Томас Паркер, был главным преподавателем. От Паркера Сэмюэль получил пожизненную любовь к стихам, которые он писал как на английском, так и на латыни. В 1667 году Сьюэлл поступил в Гарвардский колледж, где его одноклассниками были Эдвард Тейлор и Дэниел Гукин, с которыми у него сложились прочные дружеские отношения. Сьюэлл получил степень бакалавра в 1671 году и степень магистра в 1674 году. В этом же году он стал работать библиотекарем колледжа в течение девяти месяцев, будучи вторым человеком, занявшим этот пост. В том же году он начал вести дневник, который не прерывал бо́льшую часть своей жизни — этот дневник стал одним из главных исторических документов того времени. В 1679 году Сэмюэль Сьюэлл стал членом Military Company of Massachusetts.
Участие Сьюэлла в политических делах началось, когда он стал свободным человеком, что дало ему право голоса. В 1681 году он был назначен официальным печатником и одной из первых работ, которые он опубликовал, была книга «Путешествие Пилигрима в Небесную Страну» Джона Баньяна. После смерти Джона Халла в 1683 году, Сэмюэль Сьюэлл был избран на его место в Совете помощников колонии, который функционировал как верхняя палата законодательного органа и как апелляционный суд. Он также стал членом попечительского совета Гарвардского колледжа.
В феврале 1676 года Сэмюэль Сьюэлл женился на Ханне Халл, дочери Джона Халла. Супруги переехали в особняк своих родственников в Бостоне, где Сэмюэль вскоре был вовлечен в деловые и политические дела этой семьи. У них с Ханной родилось четырнадцать детей, но лишь немногие дожили до зрелого возраста.
Сьюэлл активно занялся местной политикой и был повышен до должности помощника судьи в судебной системе Колонии Массачусетского залива. В 1692 году он был одним из девяти судей, назначенных в комиссию Oyer and terminer в Сейлеме, штат Массачусетс, которым было поручено судить жителей этого и близлежащих городов, обвиненных в колдовстве.
В 1693 году губернатор Провинции Массачусетс-Бэй сэр Уильям Пипс назначил Сьюолла заместителем судьи Высшего судебного органа провинции (Massachusetts Supreme Judicial Court). В 1717 году губернатором Самуэлем Шютем он был назначен главным судьей провинции.
Умер в Бостоне 1 января 1730 года. Был похоронен на городском кладбище Гранари.

### Семья
Сэмюэль Сьюэлл был трижды женат:
- его первая жена Ханна Халл, родившая 14 детей, умерла в 1717 году;
- в 1719 году Сьюэлл женился на Эбигейл Тилли (Abigail Woodmansey Tilley), которая скоропостижно умерла семь месяцев спустя;
- с 1722 года он был женат на Мэри Гиббс[8], которая пережила его.

Племянник Сэмюэля Сьюэлла — Стивен Сьюэлл также служил в качестве главного судьи Массачусетса, как и его правнук — полный тёзка Сэмюэль Сьюэлл.
Его сестра — Энн Сьюол Лонгфелло (Anne Sewall Longfellow, 1662—1706) была прапрапрабабушкой поэта Генри Лонгфелло.